# Maciej Ptaszyński (historyk)
Maciej Konrad Ptaszyński (ur. 1978) – polski historyk, doktor habilitowany nauk humanistycznych, nauczyciel akademicki Wydziału Historycznego Uniwersytetu Warszawskiego, specjalista w zakresie historii nowożytnej.

## Życiorys
Odbył studia historyczne w Instytucie Historycznym UW i we Friedrich-Meinecke-Institut w Wolnym Uniwersytecie Berlińskim oraz studia filozoficzne w Instytucie Filozofii UW. W 2002 uzyskał tytuł magistra w Instytucie Historycznym UW. Tam też odbył studia doktoranckie (2002–2007). Studia III stopnia odbył również w Graduiertenkolleg 619 „Kontaktzone Mare Balticum" na Uniwersytecie w Greifswaldzie (2003–2006). W 2007 na podstawie napisanej pod kierunkiem Wojciecha Kriegseisena rozprawy pt. Duchowieństwo luterańskie w Księstwach Zachodniopomorskich w latach 1560–1618. Profesjonalizacja stanu pastorskiego uzyskał w Instytucie Historycznym UW stopień naukowy doktora nauk humanistycznych. W 2008 został tam asystentem, a w 2012 adiunktem. W latach 2012/2013 i 2017/2018 był wykładowcą na Uniwersytecie Jana Gutenberga w Moguncji. W 2019 w Wydziale Historycznym UW otrzymał stopień doktora habilitowanego nauk humanistycznych w dyscyplinie historia.
Był sekretarzem Komisji Dziejów Odrodzenia i Reformacji przy Polskiej Akademii Nauk (2008–2012), członkiem redakcji pisma „Barok“ (2007–2014), redakcji pism „Odrodzenie i Reformacja w Polsce" (2016–2019) i „Acta Poloniae Historica".
Opublikował m.in.: Narodziny zawodu. Duchowni luterańscy i proces budowania konfesji w Księstwach Pomorskich XVI/XVII w. (Warszawa 2011), »Beruf und Berufung«. Die evangelische Geistlichkeit und die Konfessionsbildung in den Herzogtümern Pommern, 1560–1618 (Göttingen 2017), Reformacja w Polsce a dziedzictwo Erazma z Rotterdamu (Warszawa 2018), Loca scribendi. Miejsca i środowiska tworzące kulturę pisma w dawnej Rzeczypospolitej XV–XVIII stulecia (red. Anna Adamska, Agnieszka Bartoszewicz, Maciej Ptaszyński, Warszawa 2017).